# بيتر تابيتشي
بيتر موكايا تابيتشي (من مواليد 1982) هو مدرس علوم كيني وراهب فرنسيسكاني يدرس في مدرسة كيريكو الثانوية المختلطة في بواني، مقاطعة ناكورو. وهو الفائز بجائزة المعلم العالمية لعام 2019. أدرج تابيتشي كواحد من أفضل 100 أفريقي الأكثر تأثيرًا من قبل مجلة نيو أفريكان في عام 2019.